# Li Jiaqi
Pour les articles homonymes, voir Li.
Li Jiaqi née le 2 juillet 1995, est une joueuse de hockey sur gazon chinoise évoluant au poste d'attaquante.

## Carrière
Elle a fait partie de l'équipe nationale pour concourir aux Jeux olympiques en 2016 à Rio de Janeiro.

## Palmarès
- : 3e au Champions Trophy d'Asie en 2018.
- : 3e aux Jeux asiatiques en 2018.